# キエンルオン県
キエンルオン県（キエンルオンけん、ベトナム語：Huyện Kiên Lương / 縣堅良?）は、ベトナム社会主義共和国キエンザン省の県。面積は472.85 km²、人口は79,484人（2019年）である。

## 行政区画
1市鎮7社から構成される。